# ایالت کوارا
ایالت کوارا (به لاتین: Kwara) یک ایالت در نیجریه است که ۳۶٬۸۲۵ کیلومترمربع مساحت و ۱٬۵۶۶٬۴۶۹ نفر جمعیت دارد.